# 2022 à Terre-Neuve-et-Labrador
Chronologie de Terre-Neuve-et-Labrador
- 2018
- 2019
- 2020
- 2021
- 2022
- 2023
- 2024
- 2025
- 2026

Cette page concerne des événements d'actualité qui se sont produits durant l'année 2022 dans la province canadienne de Terre-Neuve-et-Labrador.

## Politique
- Premier ministre : Andrew Furey
- Chef de l'Opposition (en) : David Brazil (en) (intérim) (Parti du Yukon)
- Lieutenant-gouverneur : Judy Foote
- Législature (en) : 49e (en)